# Рајмунд (надбискуп)
Рајмунд је био надбискуп у Бару, у периоду од 1391. до 1395. године. Надбискупски плашт је добио од папе Бонифиција Деветог, од којег је добио задатак да покуша одвратити арбанашке прваке Дукађина, од савезништва са Османлијама.